# Toulougou-Nakomsé
Ne doit pas être confondu avec Toulougou-Kanrin ou Toulougou-Yarcé.
Toulougou-Nakomsé est une localité située dans le département de Koupéla de la province du Kouritenga dans la région Centre-Est au Burkina Faso. 

## Éducation et santé
Le village possède une école sous paillote.